# Smith & Wesson M&P15
Smith & Wesson M&P15 штурмова гвинтівка створена на базі гвинтівки AR-15 компанією Smith & Wesson. Гвинтівка була представлена в 2006 році, зброя була розроблена для поліції та комерційних ринків.

## Історія
Скорочення «M&P» походить від «Military & Police» і використовується, щоб вшанувати револьвер Smith & Wesson.38 Military & Police. За даними компанії, револьвер.38 Military & Police, зараз відомий як Модель 10, почали випускати у 1899 році, а кількість випущених екземплярів дорівнює шести мільйонам.
M&P15 була представлена в 2006 році на виставці SHOT Show у двох варіантах: M&P15 та M&P15T. Загалом це однакові гвинтівки під набій 5,56×45 мм НАТО, з T-подібним складним прицілом та чотирибічною планкою на цівці для аксесуарів. Гвинтівка має газовідвідний механізм з безпосередньою дією порохових газів на затворну раму. Для зменшення вартості оригінальної конструкції було прибрано пилозахисний кожух та посилювач зворотної пружини. Спочатку ці гвинтівки для S&W випускала компанія Stag Arms, але вони мали маркування і продавалися компанією Smith & Wesson. Зараз Smith & Wesson випускають нижню ствольну коробку, а ствол випускає компанія Thompson/Center Arms, яку S&W придбали в 2007 році.
Випуск гвинтівок компанією Smith & Wesson після виходу на ринок збільшився. Раніше компанія продавала гвинтівки та дробовики інших виробників, а випуск довгоствольної зброї припинила після закінчення британського контракту часів Другої світової. Smith & Wesson зробили цей вихід на ринок довгоствольної зброї, оскільки в 2007 році він оцінювався в 1,1 млрд доларів, що на 80 % більше, ніж ринок пістолетів у США.

Газовідвідний механізм з безпосередньою дією порохових газів на затворну раму

Газовий поршень виконаний окремо, має короткий хід і власну зворотну пружину

У травні 2008 року Smith & Wesson представили свою першу гвинтівку AR-15 у новому калібрі. Це була гвинтівка M&P15R, на платформі гвинтівок серії AR, але під радянський набій 5.45×39 мм. Це було зроблено, оскільки після розпаду Варшавського блоку на складах залишилася велика кількість набоїв 5,45 мм та зброї серії AK. Проте, з'явилося не багато стрільців які бажали придбати коштовний клон AR-15 під нестандартні магазини. В результаті невдовзі виробництво цієї моделі припинили.
У січні 2009 року Smith & Wesson анонсували свою першу гвинтівку в якій газовий поршень виконаний окремо, має короткий хід і власні зворотну пружину, S&W M&P15 PS та PSX.
У 2011 році було випущено гвинтівки S&W M&P15 Sport та S&W M&P15 Whisper. У 2013 році було представлено Smith & Wesson M&P10, яка була версією гвинтівки AR-10.
У 2016 році було представлено Smith & Wesson M&P15 Sport II. Вона мала пилозахисний кожух та підсилювач зворотної пружини, чого не мала оригінальна модель M&P15.

## Конструкція
Модель базується на штурмовій гвинтівці AR-15. Smith & Wesson пропонує самозарядні гвинтівки M&P15 у різних конфігураціях, адаптовані для вирішення різних стрілецьких задач. Гвинтівки випускають під різні набої: 5.56 мм НАТО/.223 Remington, .22 Long Rifle, та 5.45×39 мм. Стволи мають сталеві нарізи 4140 з мелонітовою або хромованою футеровкою, а алюмінієва ствольна коробка 7075 T6 має чорне анодоване покриття.
Стандартна модель має регульований приклад CAR-15 і 10- або 30-зарядний магазин. Сумісна модель (розроблена для каліфорнійського ринку) має фіксований приклад CAR-15 у відкритій позиції (загальна довжина — 33,75 дюйми) та 10-зарядний магазин.
Цільова версія від Smith & Wesson Performance Center має 18-дюймовий нарізний ствол для встановлення будь-якого компенсатора AR-15/M16, вільно плаваюча цівка, інтегрована система планки Пікатінні та 10-зарядні магазини.

## Користувачі
- Сполучені Штати
  -  Служба внутрішніх доходів, Кримінальний підрозділ[19]
  -  Департамент поліції Лас-Вегаса[20]
  -  Офіс шерифа округу Марікопа: M&P15 MOE Mid[21]
  -  Поліція штату Західна Вірджинія[22]

## M&P15-22
M&P15-22 версія гвинтівки M&P15 з вільним затвором під набій .22 Long Rifle. Верхня і нижня стволові коробки зроблені з полімеру.